# Lítla Dímun
Lítla Dímun é uma das Ilhas Faroés. Situa-se entre as ilhas de Suðuroy e Stóra Dímun. É a menor das 18 ilhas principais, com menos de 1 km² de área, sendo a única desabitada. A ilha pode ser observada a partir das povoações de Hvalba e Sandvík.
O nome significa "Pequena Dímun", por oposição à ilha de "Stóra Dímun" ou "Grande Dímun". De acordo com Jakobsen, um perito em toponímia faroesa, "Dímun" pode representar um nome pré-nórdico, de origem celta, onde "di" significa "dois" e "mun" pode significar "altura".
Do ponto de vista administrativo, pertence à comuna de Hvalba, situada na ilha de Suðuroy.
O terço mais a sul da ilha é uma falésia íngreme, erguendo-se o resto da ilha para o topo da montanha de Slættirnir, com 414 metros de altitude.
A ilha é habitada apenas por ovelhas e aves marítimas, em especial pelos papagaios-do-mar. Alcançar terra é difícil e só se consegue quando as condições meteorológicas o permitem. As falésias podem ser escaladas com a ajuda de cordas, colocadas pelos donos das ovelhas, que durante o Verão sobem à ilha para visitar os seus rebanhos.
Em tempos, a ilha era povoada por uma espécie de ovelha que já não existe, caracterizada por indivíduos pequenos, assemelhando-se, de certa forma, a cabras, com pelo negro e curto. Era uma raça selvagem, muito difícil de capturar. Alguns anos após a ilha ter sido vendida por uma coroa dinamarquesa, em 1850, a habitantes de Hvalba e de Sandvík, as ovelhas foram abatidas. Em Tórshavn, no museu Føroya Fornminnissavn, é possível observar três animais empalhados desta espécie.
Tal como a maior parte das ilhas do arquipélago, a vegetação consiste de erva e pequenos arbustos.
Na ilha, é possível encontrar o local de uma batalha descrita na obra do século XIII Færeyinga Saga, a saga dos faroeses.
A ilha integra uma Área Importante para a Preservação de Aves da BirdLife International pois é um importante local de nidificação de aves marinhas, em especial do painho-de-cauda-quadrada (5000 casais) e do papagaio-do-mar (10000 casais).

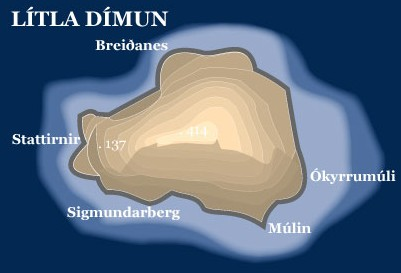
Mapa de Lítla Dímun

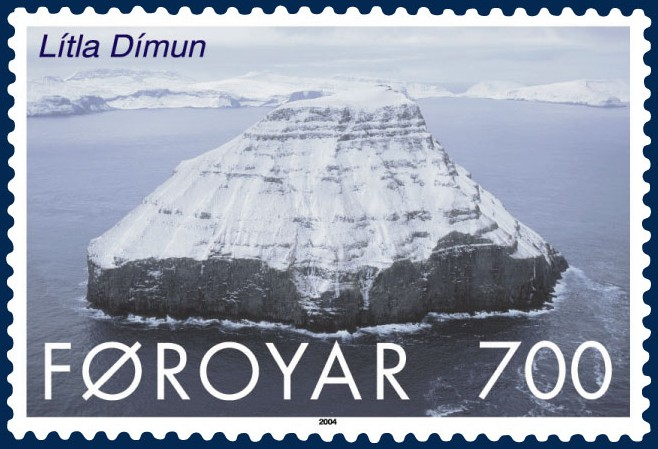
Lítla Dímun num selo